# Wapen van Mettet

Het wapen van Mettet

Het wapen van Mettet is het gemeentelijke wapen van de Belgische gemeente Mettet. De Naamse gemeente heeft het wapen in 1993 officieel toegekend gekregen.

## Geschiedenis
De gemeente Mettet ontstond in 1977 uit een fusie tussen de gemeenten Biesme, Biesmerée, Ermeton-sur-Biert, Furnaux, Graux, Mettet, Oret, Saint-Gérard en Stave. Als wapen koos de fusiegemeente voor een wapen dat verwijst naar de geschiedenis waarbij verschillende abdijen hun rol hebben gespeeld. De twee kromstaffen verwijzen naar de abdij van Saint-Gérard de Brogne en het prinsbisdom Luik. De merlet verwijst naar de abdij van Aulne. De plaatsing van de elementen verwijst naar het Circuit Jules Tacheny.

## Blazoenering
De beschrijving van het wapen luidt als volgt:
De sinople à deux crosses, la hampe écourtée, posées en barre et affrontées, la première renversée, accompagnées au premier canton d'une merlette, le tout d'argent.
Van sinopel twee kromstaffen, de stelen ingekort, schuinbalks geplaatst en naar elkaar gedraaid, de eerste gedraaid, vergezeld in het eerste kanton een merlet, alles van zilver.
De heraldische kleuren zijn sinopel (groen) en zilver (wit). Het wapen heeft geen externe ornamenten zoals een kroon of schildhouders.